# Marsilea ancylopoda
Marsilea ancylopoda là một loài dương xỉ trong họ Marsileaceae. Loài này được A. Braun mô tả khoa học đầu tiên năm 1864.